# Heartache All Over the World
Heartache All Over the World è un brano scritto ed interpretato dall'artista britannico Elton John; il testo è di Bernie Taupin.

## Il brano
Proveniente dall'album del 1986 Leather Jackets, si caratterizza come un brano pop rock influenzato dal synth-pop e dalla new wave, generi musicali di gran moda negli anni ottanta. Gus Dudgeon aveva infatti prodotto l'album cercando di conformarsi ai suoni che all'epoca andavano per la maggiore. In questa canzone Elton si limita a cantare, non suonando alcuna tastiera (caso piuttosto anomalo). Alla batteria è presente Charlie Morgan, mentre Davey Johnstone è alle chitarre. Il produttore Gus Dudgeon e Graham Dickson sono messi in evidenza alle percussioni, mentre Fred Mandel suona diversi tipi di strumenti a tastiera. Vicky Brown, Alan Carvell, Gordon Neville e il già citato Johnstone si cimentano infine ai cori. Il testo di Bernie significa letteralmente Angoscia In Tutto Il Mondo.
Heartache All Over The World (inserita peraltro nel film del 1995 The Raffle) fu pubblicata come singolo nel 1986, ma non ebbe successo (pur raggiungendo il settimo posto nella classifica australiana), conseguendo una numero 45 UK e una numero 55 USA. Del brano esistono comunque altre due versioni alternative.